# Gustav Wilhelm Störring

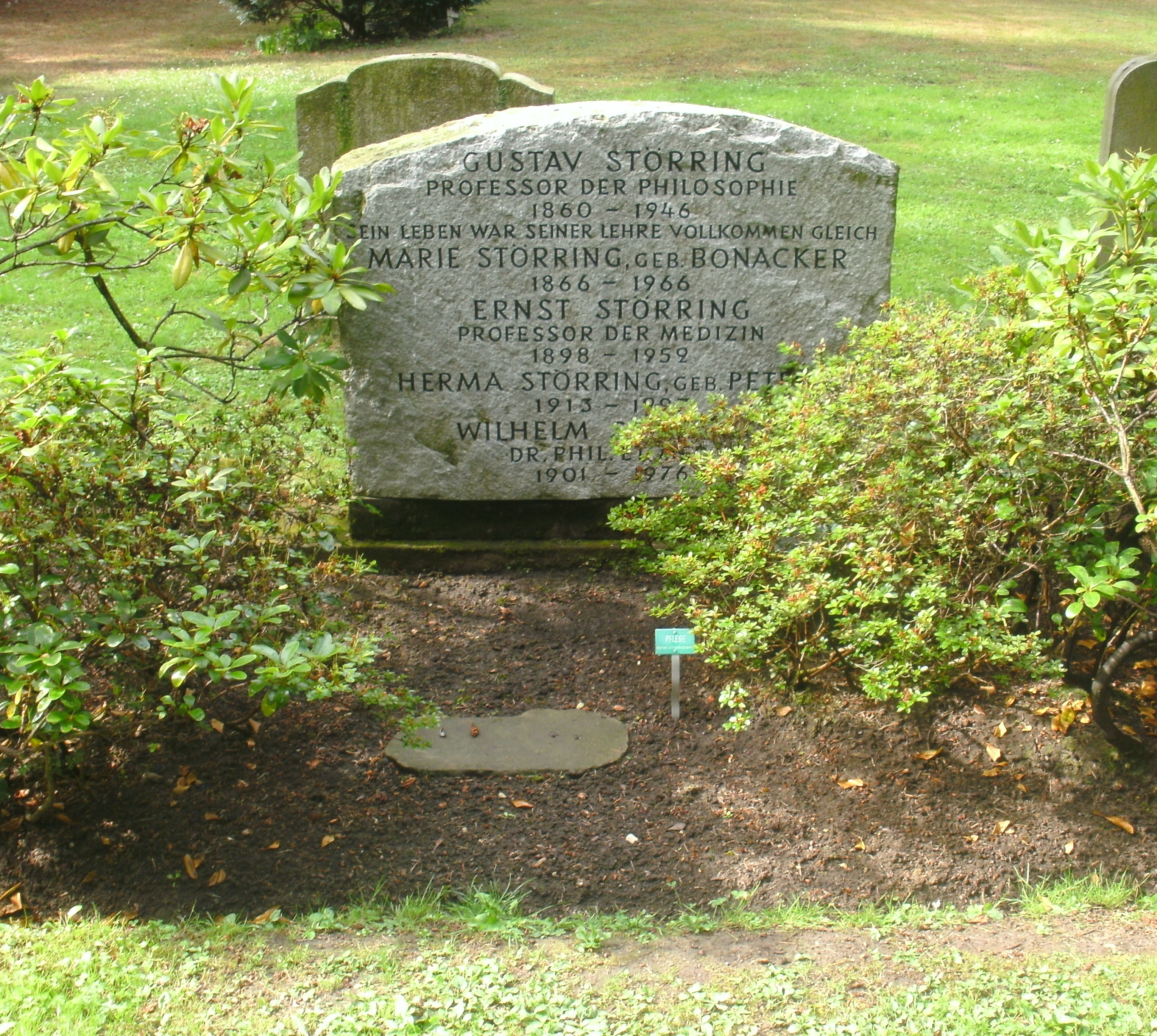
Grab von Gustav Störring auf dem Stadtfriedhof von Göttingen

Gustav Wilhelm Störring (* 24. August 1860 in Voerde in Westfalen; † 1. Dezember 1946 in Göttingen) war ein deutscher Psychologe und Philosoph. 

## Leben
Nach einem Studium der Theologie, Philosophie und Medizin wurde Störring 1889 in Halle-Wittenberg zum Dr. phil. und 1897 in Würzburg (mit einer Arbeit, die er bei Emil Heinrich Du Bois-Reymond am Physiologischen Institut der Universität Berlin angefertigt hatte) zum Dr. med. promoviert. Während seines Studiums wurde er Mitglied beim Verein Deutscher Studenten zu Bonn. Anschließend nahm er eine ärztliche Tätigkeit an den Nervenkliniken in Hubertusburg und Leipzig auf. Gleichzeitig war Störring bei Wilhelm Wundt am Psychologischen Institut der Universität Leipzig tätig, wo er sich 1896 habilitierte.
1897 eröffnete Störring ein Privatsanatorium bei Leipzig. 1902 nahm er einen Ruf an die Universität Zürich als Professor für Philosophie, Pädagogik und Psychologie an. 1911 wurde Störring zunächst ordentlicher Professor in Straßburg und im Jahr 1914 an der Universität Bonn Ordinarius für Philosophie und Psychologie. 1927 wurde er emeritiert.
Störring gilt mit seinem Werk Das urteilende und schließende Denken in kausaler Behandlung (1926) in der Psychologie als Pionier des deduktiven Denkens. Er war Gründungsherausgeber der zweiten deutschsprachigen psychologischen Zeitschrift, des Archivs für die gesamte Psychologie.
Störring beschäftigte sich auch mit religionsphilosophischen Fragen. Die Behauptung der Realität Gottes lässt sich nach Störring als wissenschaftlich begründet bezeichnen.

## Schriften (Auswahl)
- Vorlesungen über Psychopathologie in ihrer Bedeutung für die normale Psychologie mit Einschluss der psychologischen Grundlagen der Erkenntnistheorie. Engelmann, Leipzig 1900 (online).
- Psychologie des menschlichen Gefühlslebens. Cohen, Bonn 1916.
- Die Frage der Wahrheit der christlichen Religion. Engelmann, Leipzig 1920.
- Das urteilende und schließende Denken in kausaler Behandlung. Akademische Verlagsgesellschaft, Leipzig 1926.